# Mutánsok Testvérisége
A Mutánsok Testvérisége, más néven a Testvériség vagy Gonosz Mutánsok Testvérisége (egyes magyar fordításokban néha „Szövetsége”) egy mutánscsoport a Marvel Comics képregényeiben. A Testvériséget Stan Lee író és Jack Kirby rajzoló/társíró alkotta meg. Első megjelenésük az X-Men negyedik számában volt 1964 márciusában. A Gonosz Mutánsok Testvérisége általában mint az X-Men nevű szuperhőscsapat ellenfele jelenik meg a képregények lapjain.
Az Testvériséget eredetileg a szuperbűnöző Magneto hozta létre, hogy segítse őt világuralmi tervei megvalósítására. A csoport tulajdonképpen az X-Men ellenpárja.

## Rejtély Testvérisége
Az alakváltó Rejtély vezetése alatt a későbbiekben a csoport az Amerikai Egyesült Államok szolgálatába állt és a nevük Szabad Erő-re (Freedom Force) változott. Rejtély Pietro és Wanda esetére is hivatkozott, akik korábban szintén bűnözők voltak, mikor felajánlotta az amerikai kormány számára a Gonosz Mutánsok Testvériségének szolgálatait a kegyelemért cserébe, hogy több esélyt biztosítson csapatának az életben maradásra.

## Más média
- Az X-Men: Evolúció című sorozatban sokkal inkább egy csapat bajkeverő tizenévesként ábrázolják őket, mint igazi bűnözőkként. Vezetőjük Mystique illetve Magneto, tagja pedig: Varangy, Haspók, Higanyszál, Lavina, Wanda illetve néhány epizód erejéig Vadóc és Bumm-Bumm.